# 武谷甚太郎
武谷 甚太郎（たけたに じんたろう、1892年（明治25年）7月16日 - 1976年（昭和51年）2月28日）は、大正から昭和期の新聞編集者、実業家、政治家。衆議院議員、金沢市長、石川県会議長。

## 経歴
石川県石川郡鶴来町（現白山市）で、武谷久太郎、イトの二男として生まれる。1914年（大正3年）早稲田大学に入学し政治経済科で学んだ。政治運動に参加して検束され、1917年（大正6年）12月に早大を中退した。
その後、太平洋通信記者となり、1918年（大正7年）6月、中国民報（現山陽新聞）記者、さらに1922年（大正11年）3月、帰郷して北陸毎日新聞（現北國新聞）主筆に就任し、編輯長、取締役を歴任した。
1927年（昭和2年）9月、石川県会議員に選出され、同議長、金沢市会議員も務めた。1930年（昭和5年）2月の第17回衆議院議員総選挙に石川県第1区から立憲民政党公認で出馬して当選し、衆議院議員に1期在任した。
1945年（昭和20年）10月、金沢市長に就任。戦後の復興に尽力した。また、伝統文化の復興のため市立美術専門学校の設立を推進し、1946年（昭和21年）10月に市立金沢美術工芸専門学校（現金沢美術工芸大学）の開校を実現。1947年（昭和22年）2月に市長を退任し、その後公職追放となった。
実業界などでは、共栄製作所社長、丸益商事監査役、石川県工作機械工業組合理事長、石川県陸上競技会長、日本中国友好協会理事などを務めた。

## 国政選挙歴
- 第15回衆議院議員総選挙（石川県第2区、1924年5月）落選[9]
- 第17回衆議院議員総選挙（石川県第1区、1930年2月）当選
- 第18回衆議院議員総選挙（石川県第1区、1932年2月）落選[10]
- 第19回衆議院議員総選挙（石川県第1区、1936年2月）落選[11]
- 第25回衆議院議員総選挙（石川県第1区、1952年10月）落選[12]
- 第26回衆議院議員総選挙（石川県第1区、1953年4月）落選[13]
- 第7回参議院議員通常選挙（石川県地方区、1965年7月）落選[14]

## 著作
- 『やば大尽の生涯』武谷甚太郎、1970年。